# Kalkalperna
Kalkalperna är två omkring 600 kilometer långa, parallella bergskedjor med öst-västlig sträckning inom de östra Alperna med Centralalperna mellan sig. I norr ligger norra Kalkalperna med bland annat Allgäualperna, Wettersteingebirge, Gesäuse, Rax och Schneeberg och i söder ligger södra Kalkalperna med bland annat Dolomiterna, Karniska alperna och Karawankerna.
Kalkalperna består av mineralerna kalksten (i norr), dolomit, märgel, sandsten med mera.